# Клеблах-Линд
Клеблах-Линд (нем. Kleblach-Lind) — коммуна (Gemeinde) в Австрии, в федеральной земле Каринтия.
Входит в состав округа Шпитталь. Население составляет 1269 человек (на 31 декабря 2005 года). Занимает площадь 62,98 км². Официальный код — 2 06 13.

## Политическая ситуация
Бургомистр коммуны — Петер Флайснер (АНП) по результатам выборов 2003 года.
Совет представителей коммуны (нем. Gemeinderat) состоит из 15 мест.
- СДПА занимает 7 мест.
- АНП занимает 6 мест.
- АПС занимает 2 места.